# Храстин
Храстин (мађ. Haraszti) је насељено место у саставу општине Владиславци, у Осјечко-барањској жупанији, Република Хрватска.

## Историја
До територијалне реорганизације у Хрватској налазио се у саставу старе општине Осијек.

## Становништво
На попису становништва 2011. године, Храстин је имао 327 становника.

## Попис 1991.
На попису становништва 1991. године, насељено место Храстин је имало 395 становника, следећег националног састава:
| Попис 1991.‍  | Попис 1991.‍  | Попис 1991.‍ | Попис 1991.‍ | Попис 1991.‍ |
| ------------ | ------------ | ----------- | ----------- | ----------- |
|              |              |             |             |             |
| Мађари       | Мађари       |             | 175         | 44,30%      |
| Хрвати       | Хрвати       |             | 163         | 41,26%      |
| Срби         | Срби         |             | 14          | 3,54%       |
| Југословени  | Југословени  |             | 7           | 1,77%       |
| Муслимани    | Муслимани    |             | 2           | 0,50%       |
| Словенци     | Словенци     |             | 2           | 0,50%       |
| Македонци    | Македонци    |             | 1           | 0,25%       |
| Немци        | Немци        |             | 1           | 0,25%       |
| неопредељени | неопредељени |             | 25          | 6,32%       |
| регион. опр. | регион. опр. |             | 1           | 0,25%       |
| непознато    | непознато    |             | 4           | 1,01%       |
| укупно: 395  |              |             |             |             |